# Ismaila Diagne
Ismaila Diagne (* 20. Dezember 2006 in Nguékhokh) ist ein senegalesischer Basketballspieler, der auf der Position des Centers eingesetzt wird.

## Laufbahn
Der im senegalesischen Nguékhokh geborene Ismaila Diagne wechselte im Sommer 2019, im Alter von zwölf Jahren, nach Spanien, wo er sich der Jugend von Real Madrid anschloss. Zunächst spielte er für die U14 (Infantil A) und durchlief fortan die Altersklassen, bis er schließlich 2022 in die U18 (Júnior) gelangte. In der Saison 2021/22 kam er darüber hinaus auch zu 20 Einsätzen in der B-Mannschaft des Klubs, die in der Liga EBA, der vierten Spielklasse in Spanien, vertreten ist. Am 7. Mai 2023 feierte Ismaila Diagne in einem Spiel gegen Unicaja Málaga sein Debüt in der Liga ACB, mit 16 Jahren, 4 Monaten und 15 Tagen war er zu diesem Zeitpunkt nach Luka Dončić der zweitjüngste Spieler in der Geschichte des Klubs, der in der spanischen Meisterschaft debütierte. Zumeist kam Diagne in dieser Saison jedoch für die B- sowie die U18-Mannschaft von Real Madrid zum Einsatz. Für Aufsehen sorgte Ismaila Diagnes Auftritt im Meisterschaftsduell gegen den Erzrivalen FC Barcelona am 1. Oktober 2023, der junge Center musste den verletzte Walter Tavares ersetzen und überzeugte beim 86:79-Sieg mit 9 Punkten, acht Rebounds und einem Block. Insgesamt kam er in der Saison 2023/24 auf vier Einsätze für Reals Profimannschaft.
Diagne wechselte 2024 an die Gonzaga University in die Vereinigten Staaten.

## Erfolge
Verein
- Spanischer Meister: 2023/24
- Spanischer Pokalsieger: 2023/24
- Spanischer Supercupsieger: 2023
- Meister des Euroleague Basketball Next Generation Tournaments (2): 2022/23, 2023/24